# Medinci
Medinci is een plaats in de gemeente Slatina in de Kroatische provincie Virovitica-Podravina. De plaats telt 224 inwoners (2001).